# Chinchinim
Chinchinim (concani: चिंचोणें, Chinchone) é uma vila  no distrito de Goa Sul, no estado indiano de Goa.

## Demografia
Segundo o censo de 2001, Chinchinim tinha uma população de 7033 habitantes. Os indivíduos do sexo masculino constituem 47% da população e os do sexo feminino 53%. Chinchinim tem uma taxa de literacia de 75%, superior à média nacional de 59,5%; a literacia no sexo masculino é de 77% e no sexo feminino é de 73%. 9% da população está abaixo dos 6 anos de idade.